# Селезнёв, Сергей Анатольевич
Сергей Анатольевич Селезнёв (укр. Сергій Анатолійович Селезньов; род. 17 февраля 1975, Кременчуг, Полтавская область) — украинский футболист, играл на позициях защитника и полузащитника. Вызывался в молодёжную сборную Украины и провёл в её составе 7 матчей.

## Биография
Сергей Селезнев родился 17 февраля 1975 года в городе Кременчуг Полтавской области. До 1992 года учился в «ХОУОР-1» города Харькова. Первым клубом был местный « Олимпик», который в сезоне 1992/93 годов выступал в переходной лиге. В том сезоне Селезнёв был ключевым игроком команды, сыграл 30 матчей и забил 2 мяча, затем пеершёл в «Металлист», за который выступал с 1994 по 1995 годы. Во всех турнирах в футболке «Металлиста» сыграл 53 матча и забил 5 мячей.
В 1996 году пришёл в киевский «ЦСКА-Борисфен», который затем сменил название на ЦСКА. В составе киевских армейцев выступал до 2000 года. Регулярно играл в составе главной команды. Исключением стал сезон 2000/01 годов, когда Селезнёв потерял место в основе и выступал преимущественно за вторую команду ЦСКА-2 в Первой лиге. В этом же сезоне Селезнев стал финалистом Кубка Украины, хотя в финальной встрече не попал в заявку на матч. Несмотря на командные успехи, отсутствие игровой практики не устраивало Селезнёва, поэтому он решил сменить команду. В составе главной команды в национальных турнирах сыграл 64 матча и забил 7 мячей. За команду ЦСКА-2 сыграл 80 игр и забил 4 мяча. В 2001 году выступал уже в составе криворожского «Кривбасса», был основным игроком команды и сыграл в чемпионате Украины 12 матчей.
Во время летнего межсезонья перешёл в состав клуба высшей лиги чемпионата России «Торпедо-ЗИЛ» (Москва), за который дебютировал 11 июля 2001 года в домашнем матче 16-го тура против московского «Локомотива», выйдя в стартовом составе. В клубе сыграл лишь четыре матча в чемпионате. Ещё 9 игр провёл в первенстве дублеров. Следующей командой стал лиепайский «Металлург», в Высшей лиге сыграл всего 5 матчей, команда по итогам того сезона стала бронзовым призёром чемпионата.
Стремясь получить больше игровой практики, Селезнёв летом 2002 года вернулся на Украину. Его следующим клубом стала александрийская «Полиграфтехника», где он быстро стал ключевым игроком, но сыграл лишь один сезон 2002/03, проведя 17 матчей и забив 1 гол. Во время летнего межсезонья 2003 года вернулся в Харьков, где подписал контракт с «Металлистом». По итогам сезона клуб получил право вернуться в Высшую лигу. В том сезоне Селезнёв был ключевым игроком команды, в национальном чемпионате сыграл 34 матча и забил 9 мячей, ещё один матч сыграл в Кубке Украины. В следующем сезоне сыграл в чемпионате Украины 24 игры (4 гола), ещё по одному матчу сыграл в Кубке Украины и первенства дублёров. В 2005 году перешёл в другой местный клуб «Харьков», но в чемпионате Украины так и не сыграл ни одного матча. В составе основной команды сыграл лишь один матч — в кубке Украины против клуба «Образование». В первенстве дублеров ровёл 14 матчей. Недовольный таким положением вещей уже во время зимней паузы Селезнёв перешёл в ужгородский «Закарпатье», в котором провёл остаток сезона.
Летом 2006 года во второй раз покинул Украину и перешёл в азербайджанского новичка Премьер-лиги «Симург», к тому же команду тогда возглавил украинский специалист Роман Покора. В сезоне 2006/07 сыграл 18 матчей, забив 3 гола. Но по окончании сезона вернулся на Украину.
Последним клубом в карьере стал черкасский «Днепр», в составе которого выступал в 2007—2009 годах. Тогда клуб выступал в Первой лиге, а Селезнёв сыграл 35 матча (3 гола) в чемпионате Украины и 1 матч в кубке Украины. В сезоне 2008/09 годов в чемпионате сыграл 25 матчей (3 гола), один матч сыграл в Кубке Украины. По окончании сезона клуб из-за финансовых проблем прекратил свое существование, а Селезнёв завершил карьеру игрока.